# Mycterosaurus
Mycterosaurus fue un género extinto de pelicosaurios perteneciente a la familia Varanopidae de la subfamilia Mycterosaurinae que vivió en el Pérmico Inferior en lo que ahora es Norteamérica. Mycterosaurus es el miembro más primitivo de esta familia. Estos carecen de algunas características que sus parientes más avanzados sí tenían. 